# Microchilus caucanus
Microchilus caucanus är en orkidéart som först beskrevs av Rudolf Schlechter, och fick sitt nu gällande namn av Paul Ormerod. Microchilus caucanus ingår i släktet Microchilus och familjen orkidéer. Inga underarter finns listade i Catalogue of Life.